# Maynor Figueroa
Maynor Alexis Figueroa Róchez, honduraški nogometaš, * 2. maj 1983, Jutiapa, Honduras.
Figueroa je igral na položaju branilca. Nazadnje je bil član ameriškega kluba Houston Dynamo, redno je nastopal tudi za honduraško reprezentanco.

## Klubska kariera
Figueroa se je rodil v Jutiapi, Atlántida Department, in pričel svojo kariero pri klubu Victoria. Zatem se je preselil v drugega honduraškega prvoligaša, Olimpio. V času igranja za Olimpio je bil tudi kapetan svojega moštva. Leta 2007 je prejel ponudbe s strani več ameriških klubov iz tamkajšnjega MLS prvenstva, med drugim tudi s strani New England Revolutiona. Kljub temu je funkcionar Olimpie Osman Madrid zavrnil vse ponudbe. Za Figueroo so se pred tem zanimali tudi drugi klubi, ne le tisti iz ameriške MLS lige. Eno takih ponudb je leta 2007 oddal tudi mehiški prvoligaš Club Toluca. Madrid je vseeno vztrajal pri svojem in v nekem intervjuju dejal, da nobena izmed ponudb ni bila primerna ter da nobena tudi ni bila finančno zadovoljiva tako za Olimpio kot za igralca samega.
20. decembra 2007 je honduraški časnik El Heraldo oznanil novico o zanimanju angleškega prvoligaša Wigan Athletica za honduraškega nogometaša. Figueroa se je tako res preselil k Wiganu in se januarja 2008 pridružil moštvu kot posojen igralec honduraške Olimpie. V Wiganu je ostal do konca sezone 2007/08. Julija 2008 je zaradi komplikacij s pridobivanjem delovnega dovoljenja in vizuma padla odločitev, da Figueroa še za nadaljnjih šest mesecev nastopa za Wigan kot posojen igralec. Po teh šestih mesecih bi bilo nato mogoče, da bi Figueroa postal polnopravni član Wiganove ekipe in ne le posojen igralec.
23. decembra 2008 se je to res zgodilo in obe strani sta naznanili podpis pogodbe o sodelovanju za tri leta in pol. Svoj prvi zadetek v dresu Wigana je Figueroa dosegel 11. januarja 2009, tedaj je v gol pretvoril udarec z glavo z relativne bližine. Z zadetkom, ki je padel v izdihljajih tekme, je Figueroa svojemu moštvu tudi prinesel zmago nad Tottenham Hotspurjem. 12. decembra 2009 je Figueroa dosegel pravi evrogol na tekmi proti Stoke Cityju. Opazil je namreč, da je vratar Stoke Cityja Thomas Sørensen izven svojih vrat, tako da je žogo udaril kar s sredine igrišča. Žoga je preletela Sørensena in pristala v mreži za vodstvo Wigana z 1-0. Četudi se je tekma na koncu končala z remijem 2-2, pa se je Figueroa znašel na naslovnicah časopisov, Alan Hansen je njegov zadetek celo označil za kandidata za zadetek sezone.

## Statistika

### Reprezentančni zadetki
| # | Datum           | Prizorišče   | Nasprotnik         | Zadel za | Končni izid | Tekmovanje                   |
| - | --------------- | ------------ | ------------------ | -------- | ----------- | ---------------------------- |
| 1 | 6. julij 2005   | Miami, ZDA   | Trinidad in Tobago | 1-1      | 1-1         | CONCACAF Gold Cup, skupina A |
| 2 | 8. oktober 2006 | Atlanta, ZDA | Gvatemala          | 1-0      | 2-1         | prijateljska tekma           |

## Zasebno življenje
Figueroa je poročen s Sandro Norales, poklicno rokometašico, ki trenutno igra za Rokometni klub Univerze v Manchestru. Noralesova igra rokomet tudi za honduraško reprezentanco. Sandra in Maynor imata enega otroka, Keyrola Alexisa.